# Pacific Islanders
Los Pacific Islanders fueron un equipo de rugby de tour (giras de exhibición) compuesto por los mejores jugadores de Fiyi, Samoa y  Tonga, y además en el tour de 2004 incorporó jugadores de las Islas Cook y Niue.

## Historia
La Alianza de Rugby de las Islas del Pacífico (PIRA), creada en 2002, fue quien ideó y ejecutó el proyecto.

### 2004
La primera de las giras las disputó en Australia, enfrentando a combinados de las dos uniones más fuertes del mencionado país, Queensland Reds y New South Wales Waratahs como partidos de entrenamiento, los ganó ambos. Enfrentó a los seleccionados que tenían fecha libre en el Torneo de las Tres Naciones 2004, perdiendo los tres encuentros frente a Australia, Nueva Zelanda y Sudáfrica.

### 2006
En 2006 realizó la primera gira a Europa, para jugar contra Irlanda, Escocia y Gales, perdió los tres encuentros.

### 2008
En 2008 enfrentó a Francia e Inglaterra, perdiendo en ambas ocasiones, mientras que durante el mismo tour logró su primera victoria derrotando a Italia.

### Fin de la alianza
En julio de 2009, la Unión de Rugby de Samoa informó a Fiji y Tonga, miembros de la Alianza, que había decidido abandonar la alianza porque el equipo fusionado de las Islas del Pacífico no había logrado producir los beneficios financieros que buscaban los sindicatos miembros

## Resultados
| Adversario    | Jugados | Ganados | Perdidos | Empatados | % Victorias |
| ------------- | ------- | ------- | -------- | --------- | ----------- |
| Australia     | 1       | 0       | 1        | 0         | 0.0%        |
| Escocia       | 1       | 0       | 1        | 0         | 0.0%        |
| Francia       | 1       | 0       | 1        | 0         | 0.0%        |
| Gales         | 1       | 0       | 1        | 0         | 0.0%        |
| Inglaterra    | 1       | 0       | 1        | 0         | 0.0%        |
| Irlanda       | 1       | 0       | 1        | 0         | 0.0%        |
| Italia        | 1       | 1       | 0        | 0         | 100.0%      |
| Nueva Zelanda | 1       | 0       | 1        | 0         | 0.0%        |
| Sudáfrica     | 1       | 0       | 1        | 0         | 0.0%        |
| Total         | 9       | 1       | 8        | 0         | 11.11%      |